# Glencolmcille
Glencolmcille ou Glencolumbkille (nome oficial: Gleann Cholm Cille) é uma cidade litorânea localizada em Gaeltacht no extremo sudoeste do Condado de Donegal, Irlanda. A comunidade  de Gleann Cholm Cille é falante do Irlandês,  mas o Inglês vem gradualmente substituindo a língua tradicional.

## Nome
O nome Glencolmcille significa “Vale de São Columbano”. São Columbano é um dos três Santos Padroeiros da Irlanda, junto com São Patrício e Santa Brígida da Irlanda. Colm Cille e seus seguidores viveram, por algum tempo, nesse vale e ruinas de muitas de suas igrejas ainda podem ser vistas no local.  

## História
Glencolmcille]]

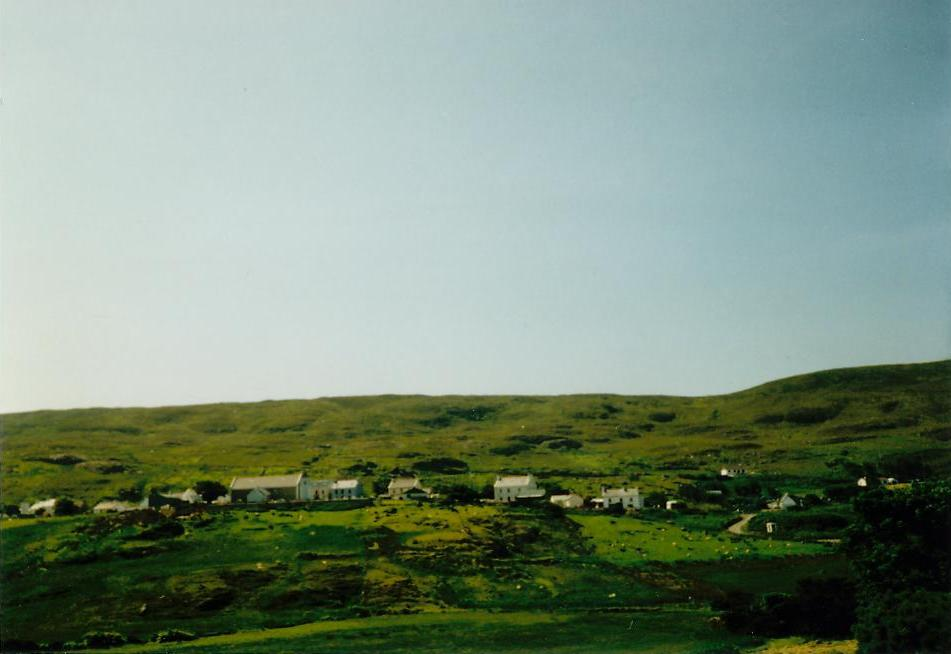
A vila do Castelo (An Caiseal) em Glencolmcille

Entre 4000 e 3000 A.C., um povo de agricultores se estabeleceu na área . Exemplos de suas “tumbas de corte” podem ser vistas hoje em Mainnéar na Mortlaidh e An Clochán Mór.  Há também alguns exemplos de ”tumbas em portal” menos elaboradas, datando de cerca de 2000 anos A.C. em Málainn Mhóir.
A cidade já foi famosa por ter uma paróquia do controverso Frei James McDyer (1910–1987), que lutou pelos direitos dos camponeses e ajudou a industrias de base nas comunidades da área. 
Um conselho de Paróquia vem funcionando desde 1930 em Glencolmcille – chamado de  Comhairle Paróiste Ghleann Cholm Cille— para cuidar dos interesses e necessidades dos residentes de Glencolmcille.  Membros são eleitos para esse corpo paroquial pelos residentes da igreja local de Glencolmcille, em eleições que ocorrem a cada três anos.

## Cultura
Glencolmcille é o lar do muito conhecido artista (pintor) Kenneth King que nasceu Em Dublin, cujos trabalhos apresentam navios mercantes e militares, litorais e faróis..
O compositor Sir Arnold Bax fez visitas extensas à cidade entre 1904 e o início dos anos 1930s.  Ao que parece, Bax compôs muito de sua obra musical e escreveu muitos de seus poemas e estórias enquanto ali viveu.
Muitas belezas naturais ficam nas proximidades, tais como os recifes Slieve League (em irlandês:  Sliabh Liag) cliffs, a praia The Silver Strand (em irlandês:  An Tráigh Bhán) em Malin Beg (em irlandês:  Málainn Bhig), e Glen Head (em irlandês:  Cionn Ghlinne).
Ficando no centro de umas das maiores áreas Gaeltacht do país, a cidade é bem conhecida como sede do Oideas Gael, um instituto de aprendizado de línguas ali estabelecido desde 1984 para promover a Língua e Cultura Irlandesas. A cidade tem também posto dos correios, posto de combustíveis, mercearia, vila folclórica turística, passeios a pé, indústria têxtil, acomodações, restaurante, o novo Café da Vila, três pub, boa música no Roarty's ou no Biddy's. A estrada litorânea que vai da cidade até  Malin Mor (em irlandês:  Málainn Mhór) é majestosa e aí fica o Áras Ghleann Cholm Cille.
Filme rodado em locações de Glencolmcille: “The Railway Station Man”, 1992, com Julie Christie, Donald Sutherland e John Lynch.

## Galeria

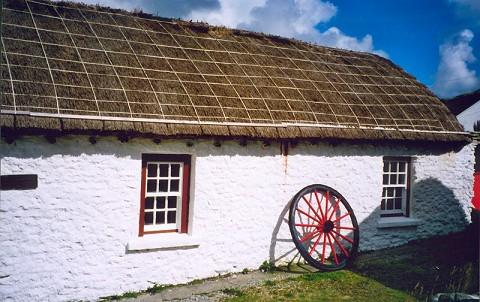
”Cottage” típico local do Folk Village Museum.
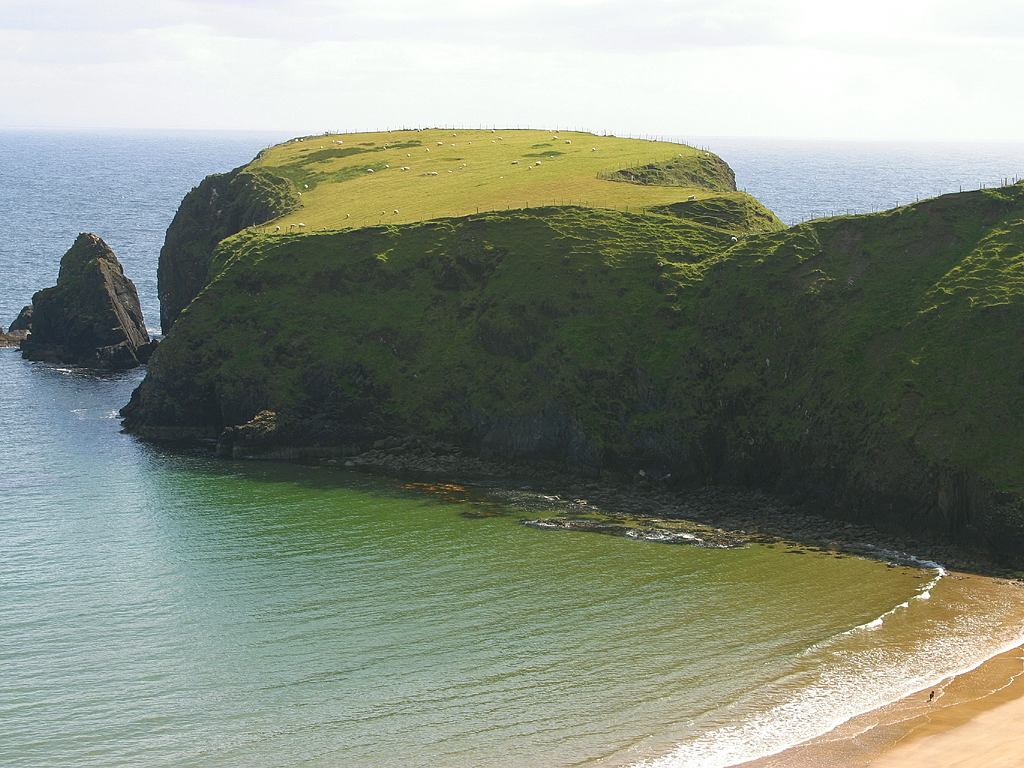
Trabane Strand, Donegal, Irlanda.